# 扬子鳄
中华短吻鳄（学名：Alligator sinensis其种加词“sinensis”意为“中华的”。），又称揚子鱷、中國鱷、豬婆龍，古稱鼍
、鼍龍，是中國特有的一種鱷魚，亦是世界上體型最細小的鱷魚之一，主要分佈在長江中下游地區及太湖；模式标本产地为安徽芜湖。牠的表皮在中國古代是製造戰鼓的敲擊面和輕型盔甲的原材料。

## 特征

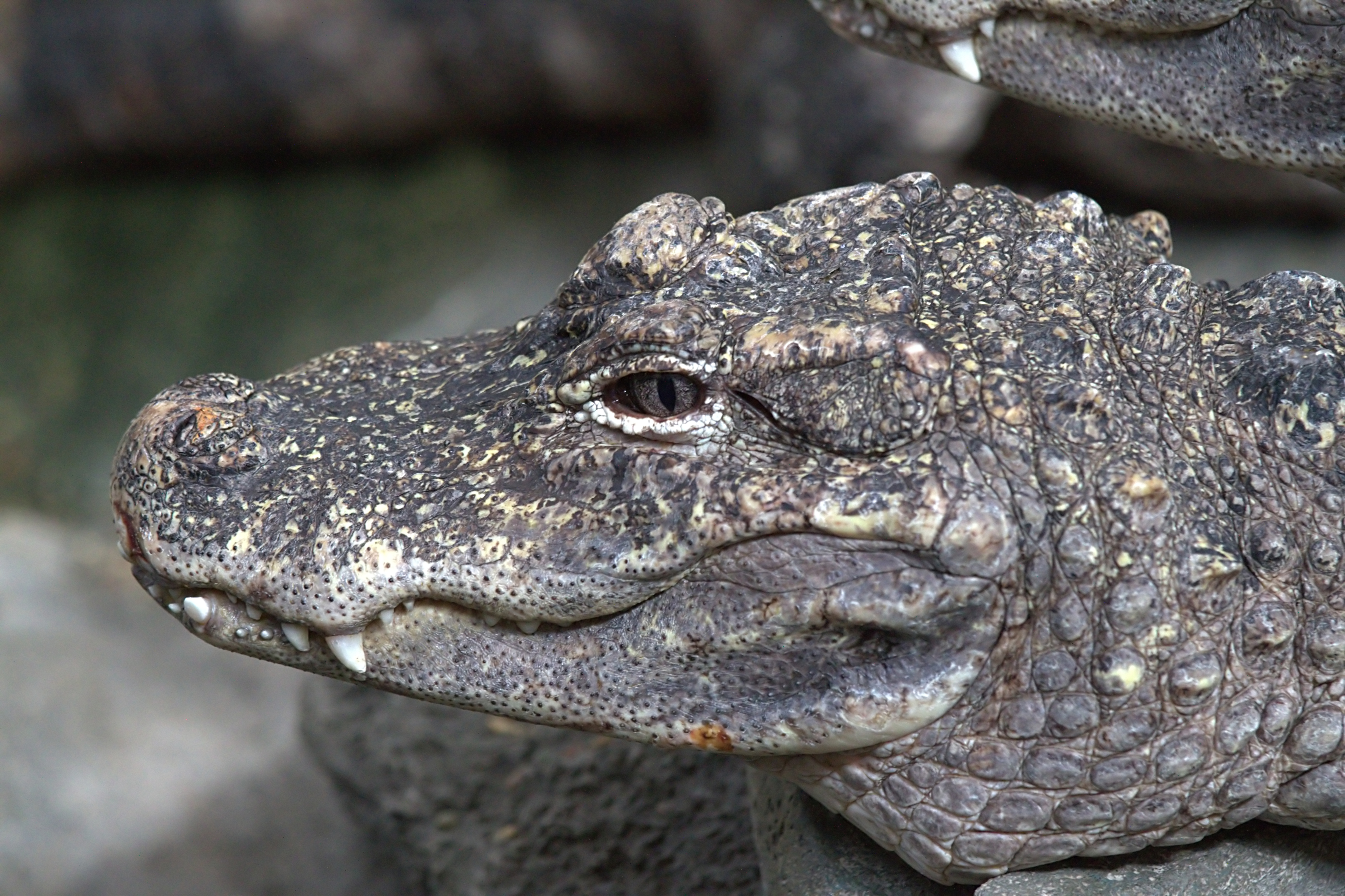
揚子鱷的頭部

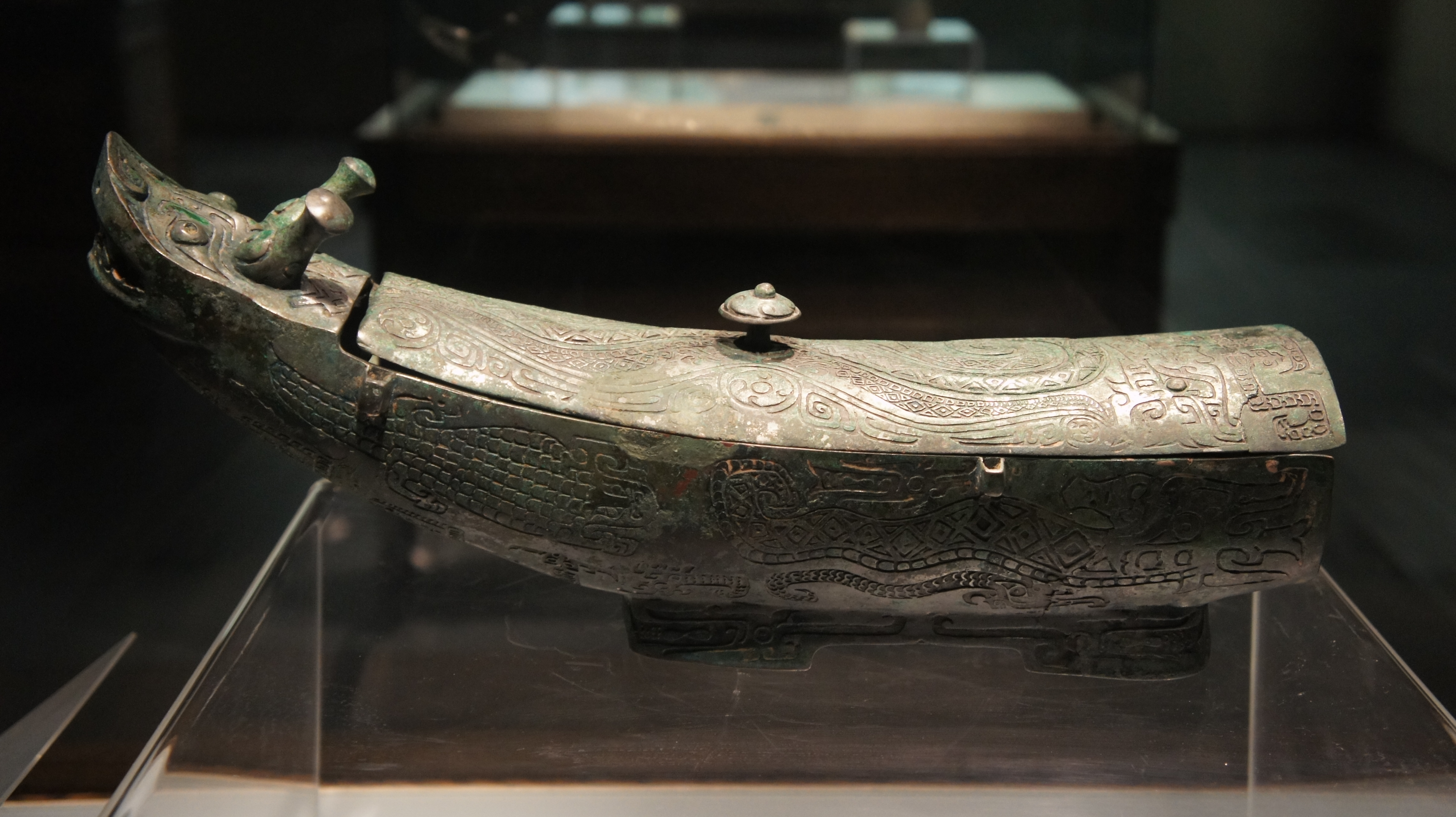
商代铜觥上的黄河鳄鱼纹，出土于山西

揚子鱷與同屬的密河鱷相似，但是體型要小許多。成年揚子鱷體長很少超過2.1米，一般只有1.5米長。體重約為36公斤。牠
們的頭部相對較大，鱗片上具有更多顆粒狀和帶狀紋路。
扬子鳄是所有鱷魚中唯一會冬眠的種類。
扬子鳄性情温和，听到异响会主动逃离，通常不会伤害人类。

## 保育

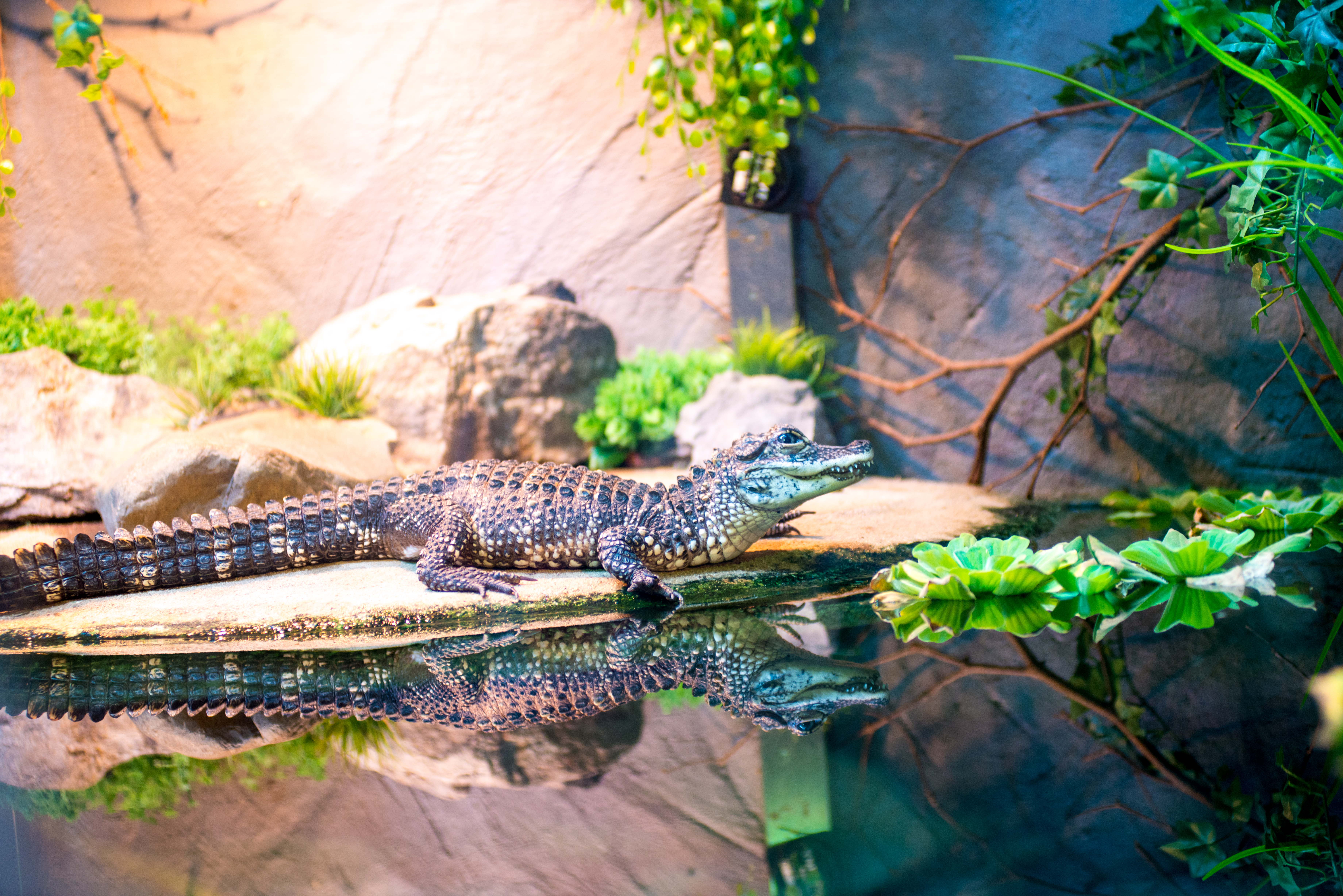
臺北市立動物園的揚子鱷

揚子鱷是中國國家一級保護動物，被列入CITES附錄I，IUCN則列爲極危。中國大約圈養了10,000条以上的揚子鱷，主要在位于安徽宣城市的中國揚子鱷繁殖中心以及許多動物園裏。野生揚子鱷在長江中下游的江蘇、浙江和安徽等省，野外种群主要分布于安徽扬子鳄国家级自然保护区，其威脅主要來自棲息地的破壞，數量可能不足200条，其中約有50条為成年揚子鱷。

## 典籍記載
《点石斋画报》有《鼍龙贪饵》一篇。
《聊斋志异》有说到：“猪婆龙，产于西江。形似龙而短，能横飞；常出沿江岸扑食鹅鸭。或猎得之，则货其肉于陈、柯。此二姓皆友谅之裔，世食猪婆龙肉，他族不敢食也。一客自江右来，得一头，絷舟中。一日，泊舟钱墉，缚稍懈，忽跃入江。俄顷，波涛大作，估舟倾沉。”
明朝田艺蘅《留青日札·晏公庙》：“太祖渡江取张士诚，舟将覆，红袍救上，且指之以舟者。问何神，曰晏公也。后猪婆龙攻崩江岸，神复化为老渔翁，示以杀鼉之法。问何人，又曰晏姓也。”
徐珂《清稗类钞‧动物·鼍》：“鼉，与鳄鱼为近属，俗称鼉龙，又曰猪婆龙。长二丈馀，四足，背尾鳞甲，俱似鳄鱼，惟后足仅具半蹼。生於江湖，中国之特产也。”
小说《西游记》第四十三回《黑水妖孽擒僧去西洋龙子捉鼍回》中的主角小鼍龙便是猪婆龙。

## 延伸阅读
[在维基数据编辑]
 《欽定古今圖書集成·博物彙編·禽蟲典·鼉部》，出自陈梦雷《古今圖書集成》